# Kazimierz Adam Dzieduszycki
Kazimierz Adam Dzieduszycki (5. března 1812 – 30. prosince 1885 Lvov) byl rakouský šlechtic a politik polské národnosti z Haliče, v 60. letech 19. století poslanec rakouské Říšské rady.

## Biografie
Byl šlechtického původu. Jeho otcem byl Jędrzej Dzieduszycki. Kazimierz Adam působil jako důstojník armády. Studoval německou střední školu a pak nastoupil na právnickou fakultu Lvovské univerzity. V roce 1830 ale školu s bratrem Alexandrem opustil a nastoupil do armády, kde dosáhl hodnosti podporučíka. Účastnil se listopadového polského povstání. Vrátil se na vysokou školu. Zapojil se do sílícího demokratického polského hnutí. Během revolučního roku 1848 usedl do ústřední národní rady ve Lvově.
V 60. letech se s obnovou ústavního systému vlády zapojil do vysoké politiky. V zemských volbách byl zvolen na Haličský zemský sněm, kde zastupoval kurii velkostatkářskou. Zemským poslancem byl do roku 1863, kdy na mandát rezignoval. Působil také coby poslanec Říšské rady (celostátního parlamentu Rakouského císařství), kam ho delegoval Haličský zemský sněm roku 1861 (Říšská rada tehdy ještě byla volena nepřímo, coby sbor delegátů zemských sněmů). 11. května 1861 složil slib, rezignace byla oznámena dopisem 30. září 1863. V době svého parlamentního původení je uváděn jako hrabě Kasimir Dzieduszicki, statkář, bytem Nesluchiv (Niesłuchów).
Zemřel v prosinci 1885.